# إدوارد نورويتش (دوق يورك الثاني)
إدوارد نورويتش، دوق يورك الثاني (بالإنجليزية: Edward of Norwich, 2nd Duke of York) كان أكبر أبناء إدموند لانغلي وأيضاً هو حفيد إدوارد الثالث.

## روابط خارجية
- إدوارد نورويتش، دوق يورك الثاني على موقع الموسوعة البريطانية (الإنجليزية)